# Metionil-tRNA formiltransferasi
La metionil-tRNA formiltransferasi è un enzima appartenente alla classe delle transferasi, che catalizza la seguente reazione:
10-formiltetraidrofolato + L-metionil-tRNAfMet + H2O ⇄ tetraidrofolato + N-formilmetionil-tRNAfMet